# Lake Jackson (miasto)
Lake Jackson – miasto w Stanach Zjednoczonych, w stanie Teksas, w hrabstwie Brazoria. Nazwa miasta pochodzi od znajdującego się na jego peryferiach jeziora meandrowego.

## Demografia
Według przeprowadzonego przez United States Census Bureau spisu powszechnego w 2010 miasto liczyło 26 849 mieszkańców, co oznacza wzrost o 1,8% w porównaniu do roku 2000. Natomiast skład etniczny w mieście wyglądał następująco: Biali 84,4%, Afroamerykanie 5,1%, Azjaci 3,1%, pozostali 7,4%. Kobiety stanowiły 51,0% populacji.